# Björn Svensson (militär)
Jan Erik Björn Svensson, född 6 mars 1944 i Nottebäcks församling i Kronobergs län, död 21 januari 2007 i Eksjö församling i Jönköpings län, var en svensk militär.

## Biografi
Svensson avlade officersexamen vid Krigsskolan 1972 och utnämndes samma år till officer vid Göta ingenjörregemente, där han befordrades till kapten 1975. Han var detaljchef vid Arméstaben 1982–1986, befordrades till major 1983 och var detaljchef vid Försvarsstaben 1986–1988. År 1988 befordrades han till överstelöjtnant och var 1988–1990 chef för Planeringsavdelningen vid Arméstaben, varpå han 1990–1992 tjänstgjorde vid Göta ingenjörregemente. Han befordrades 1992 till överste och var 1992–1993 militärsakkunnig vid Försvarsdepartementet, varpå han 1993–1997 var chef för Göta ingenjörregemente (den 1 juli 1994 namnändrad till Göta ingenjörkår). År 1997 befordrades han till överste av första graden och var 1997 chef för Arméns fältarbetscentrum samt 1998–1999 chef för dess efterföljare Totalförsvarets ammunitions- och minröjningscentrum.
Han var adjutant hos Hans Majestät Konungen 1987–1999.
Björn Svensson var son till gjutaren Ragnar Svensson och dennes hustru Gunda. Han gifte sig 1968 med Agneta Franzén (född 1944), dotter till träarbetaren Gunnar Franzén och dennes hustru Gunhild. Björn Svensson är gravsatt på Skogskyrkogården i Eksjö.